# Powder River (Wyoming)
Powder River è un census-designated place degli Stati Uniti d'America, situato nella Contea di Natrona nello stato del Wyoming. Nel censimento del 2000 la popolazione era di 181 abitanti. Appartiene all'area metropolitana di Casper.

## Geografia fisica
Secondo i rilevamenti dell'United States Census Bureau, la località di Powder River si estende su una superficie di 15,4 km², tutti occupati da terre.

## Popolazione
Secondo il censimento del 2000, a Powder River vivevano 51 persone, ed erano presenti 13 gruppi familiari. La densità di popolazione era di 3,3 ab./km². Nel territorio comunale si trovavano 44 unità edificate. Per quanto riguarda la composizione etnica degli abitanti, il 100% era bianco.
Per quanto riguarda la suddivisione della popolazione in fasce d'età, il 17,6% era al di sotto dei 18, il 5,9% fra i 18 e i 24, il 19,6% fra i 25 e i 44, il 39,2% fra i 45 e i 64, mentre infine il 17,6% era al di sopra dei 65 anni di età. L'età media della popolazione era di 54 anni. Per ogni 100 donne residenti vivevano 104,0 uomini.